# 變形表孔珊瑚
變形表孔珊瑚（学名：Montipora informis）为軸孔珊瑚科表孔珊瑚屬下的一个种。